# ワガハイ
『ワガハイ』は、2000年4月3日から2002年3月30日まで朝日新聞の夕刊で連載されていた砂川しげひさの4コマ漫画である。1996年4月1日から2000年4月2日までは、『Mr.ボォ』の作品名で連載されていた。
本来は、元のタイトルである『Mr.ボォ』と同名のMr.ボォが主人公であったが、やがて銀田一氏に主役が移り、更に飼い猫であるワガハイに主役が移って、タイトルも変更した。作家である銀田一氏の日常や、ワガハイの日常を描いた、シュールな作品である。
朝日新聞での連載が終了した後は、砂川しげひさのサイトにて連載が続き、主人公はチビ丸に移り、タイトルも『チビ丸』に改題した。現在はWeb連載も完結し、過去の作品を再掲載する形でWeb連載を続けていたが、2018年現在は更新が止まっている。

## 登場人物
ワガハイ
銀田一家の飼い猫。元々は野良猫。銀田一家の飼い猫になってからは主人公になる。
銀田一豪助
作家。ワガハイの飼い主。
銀田一リリ子
豪介の息子の嫁。三つ子の母。
コトメ
近所のお屋敷に飼われているペルシャ猫のメス。ワガハイが恋い焦がれている。かなりの怪力の持ち主で、実は結構高齢らしい。
無人くん
孤島の住人で原始人のような格好をしている。孤島に見えるが実は潜水艦になっていて、たまに移動する。
Mr.ボォ
元・主人公。謎の紳士。ちなみに「ボォ」は「某」のこと。傍観者的な立ち位置で、話に直接絡むことは少ない。比較的初期の段階から出番が少なくなった。
チビ丸
ワガハイと同じような模様のある子猫。一人ぼっちでいた所をワガハイと出会い、以降ワガハイを「ちゃん」と呼び実の親のように慕っている。Web連載に移行してからは主人公となる。
のらノ助
銀田一家の庭猫。後にコトメと恋仲となる。
空穴稲造(からけつ　いなぞう)
オヨヨ商事の元社長。資金繰りが上手くいかなくなり困っていたところ、社員の訂子が資金を調達してきたのを切っ掛けに社長の座を譲る。
真加瀬訂子（まかせ ていこ）
オヨヨ商事の現社長。元々は一社員であったが、その実力を買われ社長に就任する。
ポッチャマ
オヨヨ梱包社長の息子。放浪癖があり、ホームレスのような生活を送っている事もしばしば。ターザンごっこをしている事も多い。
ジィ
オヨヨ梱包の社長の右腕。ポッチャマの見張り役も任されているようで、いつもポッチャマを探し回っている。
ボスノラ
いつも公園のベンチで座っているボス猫。
クロ
ボスノラの舎弟。傘持ちで、ふきの葉を日傘代わりにボスに差している。
フレディ君
木の葉。散るか散らないかで悩んでいる事が多い。
ミノ虫（ミノチュウ）君
みの虫。フレディ君とコンビで登場する事が多い。
こがらし一号君
木枯らしで、スーパーマンのように空を飛んでいる。